# (38459) 1999 TX12
(38459) 1999 TX12 est un astéroïde de la ceinture principale d'astéroïdes découvert en 1999.

## Description
(38459) 1999 TX12 a été découvert le 10 octobre 1999 à l'observatoire de Fountain Hills, une localité du comté de Maricopa en Arizona (États-Unis), par Charles W. Juels.

### Caractéristiques orbitales
L'orbite de cet astéroïde est caractérisée par un demi-grand axe de 3,1 ua, un périhélie de 2,81 ua, une excentricité de 0,07 et une inclinaison de 5,64° par rapport à l'écliptique. Du fait de ces caractéristiques, à savoir un demi-grand axe compris entre 2 et 3,2 ua et un périhélie supérieur à 1,666 ua, il est classé, selon la JPL Small-Body Database, comme objet de la ceinture principale d'astéroïdes.

### Caractéristiques physiques
(38459) 1999 TX12 a une magnitude absolue (H) de 13,3 et un albédo estimé à 0,087.